# Ferdinand von Zeppelin
Ferdinand Adolf Heinrich August Graf von Zeppelin (Constança, 8 de julho de 1838 – Berlim, 8 de março de 1917) foi um nobre e militar, general alemão, fundador da companhia dirigível Zeppelin.
O nome da banda de rock britânica Led Zeppelin remete aos balões de Ferdinand. A Kriegsmarine desenvolveu o projeto para a construção de um porta-aviões batizado Graf Zeppelin em homenagem ao conde.

## Biografia
Ferdinand von Zeppelin nasceu em Baden, Alemanha, em 1838. Quando tinha vinte anos ingressou no Exército alemão e era um membro da expedição que foi para a América do Norte para procurar a fonte do rio Mississippi. Enquanto no Minnesota, em 1870 ele fez sua primeira ascensão num balão militar.
Zeppelin tinha chegado ao posto de brigadeiro-general quando ele se aposentou do exército alemão em 1891. Ao longo dos anos seguintes, dedicou-se ao estudo da aeronáutica.

### Carreira militar
Zeppelin frequentou a Escola de Guerra de Ludwigsburg e tornou-se tenente em 1858.
No ano seguinte, foi recrutado na unidade de engenharia e participou como observador na Guerra Civil Americana (1863), na Guerra Austro-prussiana (1866) e na Guerra franco-prussiana (1870-1871). Atuou como comandante do regimento Ulanen em Ulm nos anos de 1882 a 1885 e posteriormente foi enviado de Württemberg para Berlim. Em 1906 foi promovido a general de cavalaria.

## Discussão sobre a invenção do Zeppelin
Ferdinand von Zeppelin, manteve uma estreita amizade com o cônsul em Hamburgo Carlos Alban, que apresentou ao governo colombiano em 1887 um sistema de balão metálica, a patente foi solicitada ao Ministério da Indústria. General Rafael Reyes, como o ministro do Desenvolvimento, concedido patente # 58 com um período de 20 anos, a 9 de outubro de 1888. de acordo com a invenção do Zeppelin que poderia ser do colombiano Carlos Alban, que em um ato de amizade que ele deu a Ferdinand von Zeppelin.

## Zeppelin e os dirigíveis

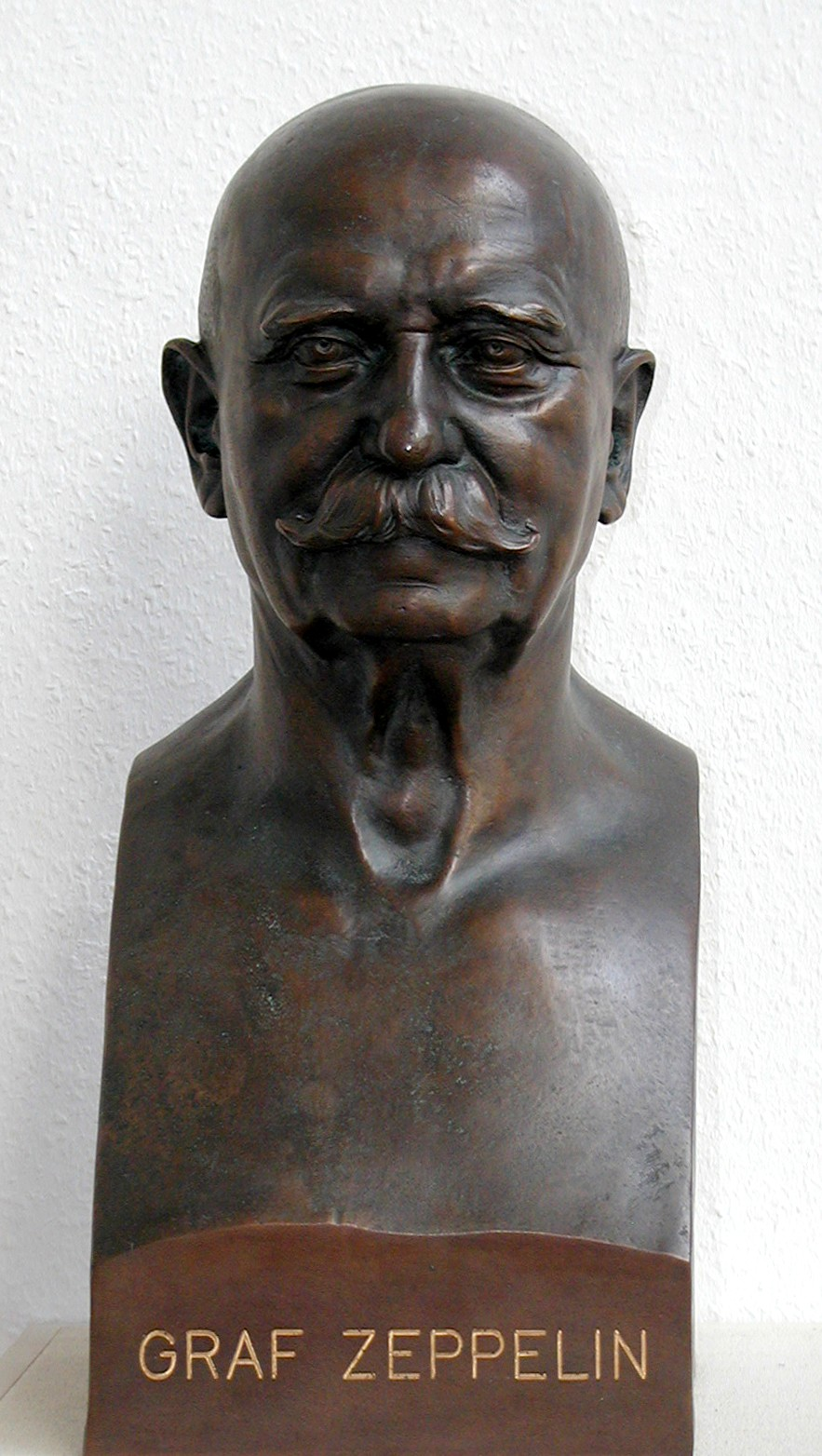
Busto de Zeppelin na aeronáutica em Nordholz.

Zeppelin, baseado nas ideias de Schwartz, um engenheiro austríaco que havia tentado construir um balão de alumínio em 1887, projetou um aeróstato sob comando, partindo então para tentativas arrojadas, em Friedrichshafen, onde morava.

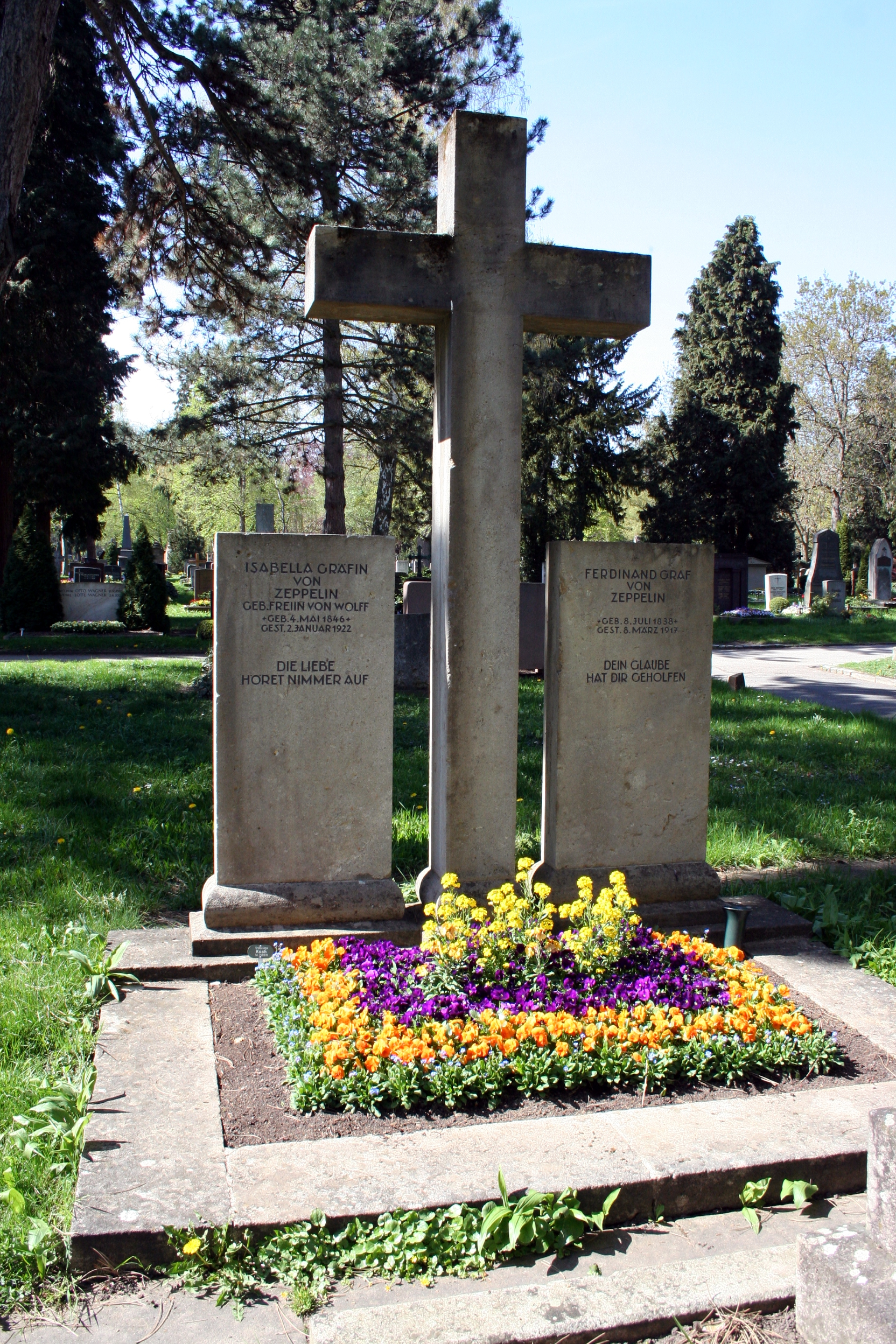
Sepultura no Pragfriedhof em Stuttgart

Além de orientar a edificação de uma usina de alumínio, o ousado conde iniciou a construção e montagem dos primeiros dirigíveis rígidos em 1889, e, a despeito das dificuldades, terminou o seu primeiro modelo no ano seguinte. No entanto, o protótipo LZ-1 somente foi aprovado cinco anos depois, sendo que os modelos testados levavam as iniciais LZ, de Ludwig (assistente do conde) e do próprio Zeppelin, antecedendo a numeração.
Apesar do seu projeto ter sido rejeitado pelo Kaiser Guilherme II em 1894, o nobre militar, contando com o apoio da população do povoado à margem do Lago Constança e utilizando todos os seus recursos financeiros, empenhou-se na construção de aeronaves com estrutura rígida, numa época em que os balões carregados de gás tinham estrutura flexível.
Em 2 de julho de 1900, fez o voo inaugural do LZ-1, às margens do lago Constança. Porém, o tecido que cobria a estrutura de alumínio do balão se rompeu no pouso; mas o milionário não desistiu. Já estava na bancarrota quando, em 1908, ganhou fama com o LZ-4, ao cruzar os Alpes, numa viagem de 12 horas, sem escalas. Daí por diante, Zeppelin pôde contar com o dinheiro do governo alemão em suas façanhas e seus dirigíveis transformaram-se em orgulho nacional. Zeppelin instituiu a primeira companhia aérea, a Luftschiffbau-Zeppelin GmbH, em 1909, com uma frota de cinco dirigíveis. Até 1914, quando iniciou a Primeira Grande Guerra, foram mais de 150 mil quilômetros voados, 1 600 voos e 37,3 mil passageiros transportados. Durante o conflito mundial, ao lado dos nascentes aviões, os dirigíveis alemães foram utilizados para bombardear Paris. Apesar do Conde Zeppelin ter morrido em 1917, com quatro dirigíveis construídos, sua Companhia aérea Luftschiffbau-Zeppelin no entanto, construiu ao todo mais de 100 dirigíveis rígidos.

## Galeria

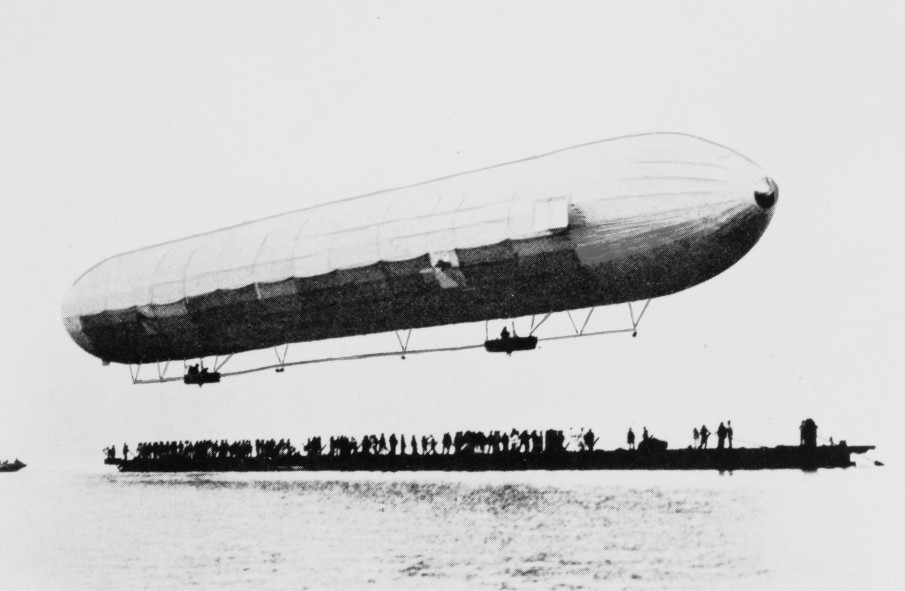
Primeira ascensão do LZ-1 em 2 de Julho de 1900
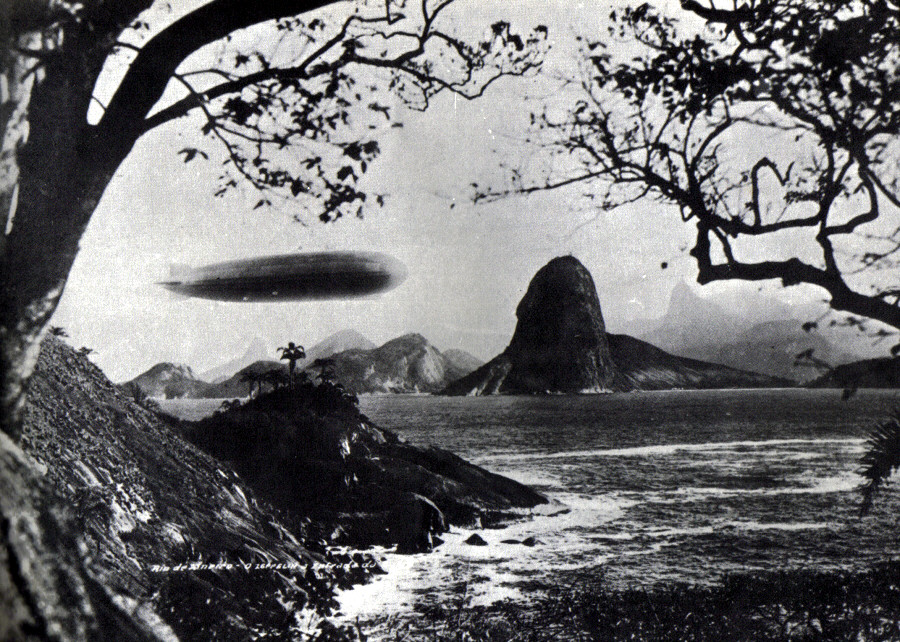
Zeppelin sobrevoando a Baía de Guanabara, em 25 de Maio de 1930
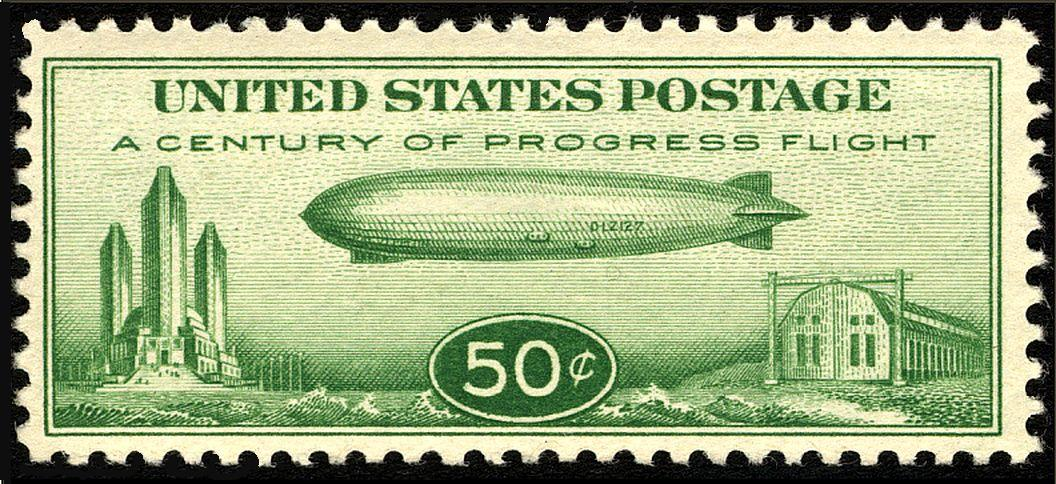
Selo postal norte-americano
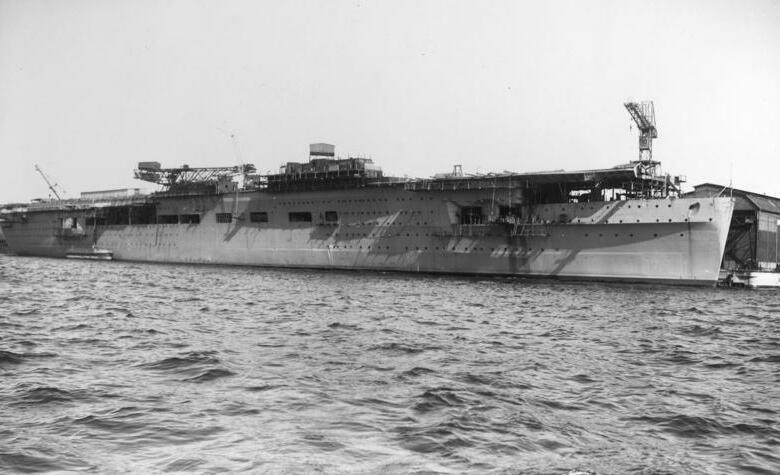
Porta-aviões Graf Zeppelin